# Steasy
Steasy, vormals aktiv unter den Pseudonymen Persteasy und Perstil Praecisus, ist ein Deutschrapper aus Kiel, der insbesondere durch seine zahlreichen Teilnahmen am Videobattleturnier bekannt wurde.

## Leben
Steasy, der mit bürgerlichem Namen Marius Eschkötter heißt, wuchs als drittes Kind der Familie in Plön, einer Kreisstadt in Schleswig-Holstein, auf. 2003 kam er durch einen Besuch des Splash-Festivals mit seinen älteren Brüdern mit Hip-Hop in Kontakt und nahm daraufhin von 2004 bis 2006 an Rap-Battles in der Reimliga Battle Arena teil. Es folgte 2008 die erste Teilnahme am VBT, wo Persteasy schon von Beginn an die für ihn charakteristische Sonnenbrille trug. 2006 war Persteasy gemeinsam mit JAW auf dem Album Soziopath von Hollywood Hank vertreten. Zwischenzeitlich zog Persteasy nach Kiel, um an der Christian-Albrechts-Universität Deutsch und Sport auf Lehramt zu studieren.
Steasy ist Mitglied der Crew Federballklikke und ist in seinen Videos häufig mit Badmintonschlägern zu sehen. In seinen vier Teilnahmen am Videobattleturnier wurde Persteasy lediglich einmal regulär im Battle geschlagen: Im VBT 2012 unterlag er im Viertelfinale Klaus Bukkake, dem späteren Turniersieger, mit 52:58 Punkten. Das VBT Splash! 2013 gewann er durch seinen Finalsieg gegen den Rapper 4tune mit 18:8 Punkten deutlich. Die Finalrunde wurde 1,6 Millionen Mal auf YouTube abgerufen. (Stand: Mai 2025)
Es folgten ein Auftritt von Persteasy auf dem Splash-Festival 2013 in Ferropolis und zwei Tourneen gemeinsam mit Rapper Weekend. 2014 trat Persteasy zudem auf dem Spack! Festival und auf dem KuRT Festival auf. Seit seinem Turniersieg im Juli 2013 kündigte Persteasy, der bis dahin nur EPs und Freetracks herausgebracht hatte, immer wieder das Release seines ersten kommerziellen Albums an. Angebote von Musiklabels schlug er allerdings aus und produzierte das Album Statussymbol parallel zu seinem Masterstudium über einen Zeitraum von vier Jahren in Eigenregie.
Im Rahmen der Veröffentlichung von Statussymbol änderte Persteasy seinen Künstlernamen in Steasy ab. Gegenüber rap.de begründete er dies damit, dass er „vorher auch schon von allen anderen Steasy genannt [wurde]. Es ist einfacher zu merken, da es nur zwei Silben hat“. Während der Promotionsphase seines Albums sprach Steasy auch über seinen Berufseinstieg als Lehrer:
Statussymbol von 2017 erreichte Platz 17 der Hip-Hop-Charts. Zu den Songs Gesten, Statussymbol, Untertitel, Weltmusik und Kinderaugen erschienen Musikvideos. 2018 folgte die EP Life, auf der auch der Rapper Pimf vertreten ist. Während der COVID-19-Pandemie veröffentlichte Steasy den Track Maske.
2021 veröffentlichte Steasy sein zweites Studioalbum Exit.

## Diskografie

### Alben
- 2017: Statussymbol
- 2021: Exit

### EPs
- 2013: Roughnecks aufgepasst
- 2013: Lost Tapes
- 2015: Bleib Smardey (mit Zarte Lust)
- 2018: Life

### Singles
- 2011: Täglich Nachts
- 2013: #Weekenddiss
- 2014: Gott in Frankreich
- 2014: Bisschen zufrieden
- 2015: Tante Kassiererin
- 2015: What’s in It
- 2017: Rapfugees
- 2018: Harald J.
- 2018: For Real
- 2020: Maske
- 2020: Prequel
- 2021: Kapuze
- 2021: Art Fucks Me
- 2021: Lana
- 2021: Mein Herz
- 2021: Monster